# Thermen Bad Nieuweschans

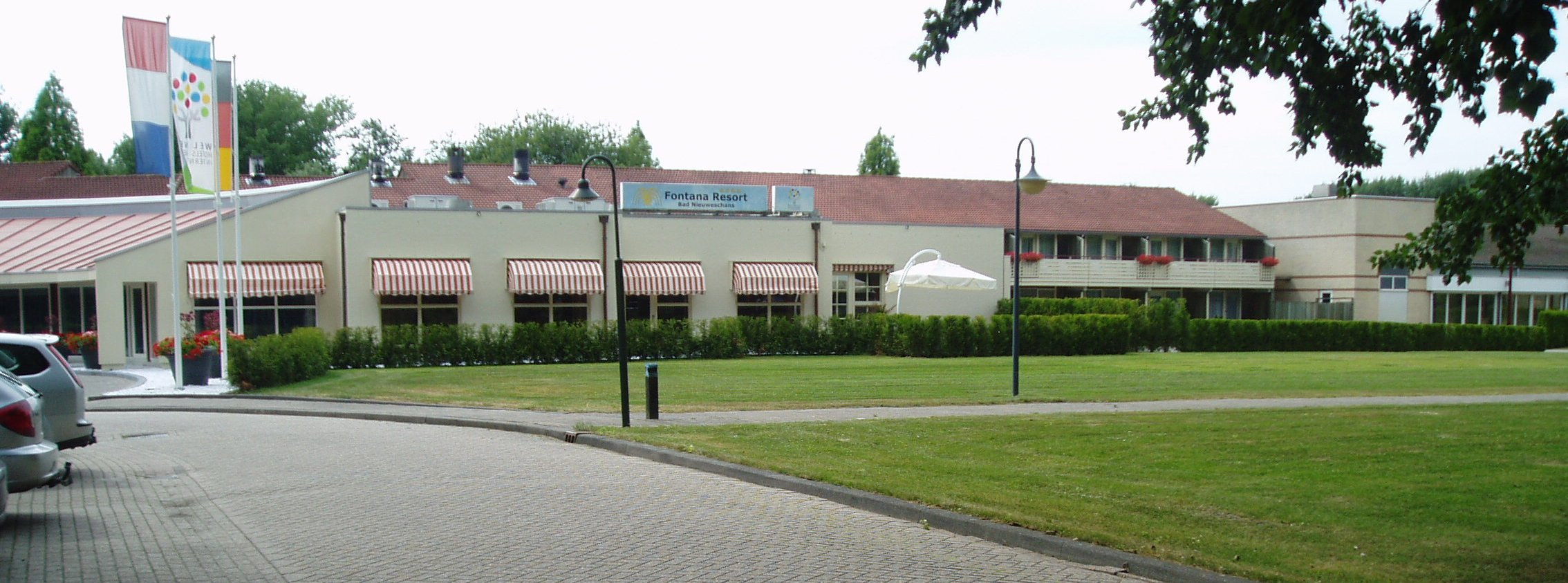
Hoofdgebouw van Thermen gezien vanaf de weg

Thermen Bad Nieuweschans is een kuuroord in de plaats Bad Nieuweschans in het uiterste oosten van de Nederlandse provincie Groningen. Het werd opgericht in 1985. In 2008 bezochten 210.000 mensen het kuuroord. In 2009 wist het bedrijf de toenmalige gemeente Reiderland (nu onderdeel van de gemeente Oldambt) zover te krijgen om de Duitse toevoeging 'Bad' (van het Oudhoogduitse 'bat'; "warm baden") aan de eeuwenoude plaatsnaam Nieuweschans toe te kennen om zo meer Duitse kuurgangers te trekken.
Na het oppompen van bronwater wordt het verhit tot 36°C en wordt het verdund met zoet water, omdat het na oppompen een te hoge concentratie mineralen bevat (116 gram per liter).
Het water wordt sinds 2025 niet meer opgepompt van 630 meter diepte, en heeft ook niet meer een temperatuur van 29°C.
Het kuuroord werd opgericht in een houten gebouw met thermaalbad. Aanvankelijk trok het complex vooral de wat oudere mannen die leden aan psoriasis of reuma. Het jaar erop kwamen er al 80.000 mensen. Vanwege sterk stijgende bezoekersaantallen werd het complex in 1989 uitgebreid met een beautycentrum, saunacomplex en een hotel. Gaandeweg werd het complex populairder onder vrouwen en een jonger publiek. Om het rustige karakter van het complex te bewaren zijn kinderen tot en met 10 jaar alleen welkom indien zij door een arts zijn verwezen. Kinderen in de leeftijd van 11 tot en met 16 jaar zijn welkom onder begeleiding van hun ouders.
In maart 2019 nam Quality Wellness Resorts het wellnesscentrum over. Door de overname ging het kuuroord verder onder de naam Thermen Bad Nieuweschans. Er wordt 20 miljoen geïnvesteerd, waarmee de komende tijd een nieuw hotel gebouwd gaat worden met verbeterde faciliteiten.